# Feliks Konarski herbu Kolczyk vel Ossoria
Feliks Konarski vel Szczęsny Konarski herbu Kolczyk vel Ossoria (zm. po 1577, a przed 1585) – polski szlachcic, starosta białoborski i hamersztyński w latach 1551–1577.
Brat Krzysztofa Konarskiego, dworzanina Zygmunta Augusta, starosty jurborskiego. Z małżeństwa z Barbarą Żelisławską, córką Michała Żelisławskiego (starosty gniewskiego, międzyłęskiego i nowskiego), wnuczką wojewody pomorskiego Mikołaja Szpota miał co najmniej siedmioro dzieci:
- Justynę (1556 – 8 października 1631)[3], żonę Mikołaja Kosa (zob. Nagrobek rodziny Kosów);
- Barbarę (zm. przed 1616)[4], konwerskę w klasztorze norbertanek w Żukowie;
- Michała (ok. 1557–1613), wojewodę pomorskiego;
- Stanisława (zm. 1625), kasztelana gdańskiego, potem wojewodę malborskiego;
- Dawida (1564–1616), opata cystersów oliwskich[1];
- Feliksa (zm. 27 sierpnia 1609), ławnika powiatu świeckiego.
- Katarzyne (zm. 25 kwietnia 1613) żonę ławnika Człuchowskiego Adama Trebnica i matkę Adama Trebnica (1570–1630) opata cystersów oliwskich[5][6]